# Epicypta inornata
Epicypta inornata är en tvåvingeart som beskrevs av Lane 1948. Epicypta inornata ingår i släktet Epicypta och familjen svampmyggor. Inga underarter finns listade i Catalogue of Life.